# Ribate El Kheir
Pour les articles homonymes, voir Kheir.
 (décembre 2013).
Si vous disposez d'ouvrages ou d'articles de référence ou si vous connaissez des sites web de qualité traitant du thème abordé ici, merci de compléter l'article en donnant les références utiles à sa vérifiabilité et en les liant à la section « Notes et références ».
Ribate El Kheir (en arabe : رباط الخير), plus connu sous le nom de Ahermoumou ("le p'tit lion" en berbère), est une ville du Maroc. Elle est située dans la région de Fès-Meknès, perchée en haut d'un relief qui domine la vallée de Zloul, avec vue directe sur le djebel Bouiblane (3 192 m).

## La ville
Ribate El Kheir est une ville majoritairement berbérophone, centre urbain de la tribu des Ighezranes (fraction des Aït Warayn).
La ville est connue pour avoir joué un rôle lors du coup d'État manqué contre le roi Hassan II, le 10 juillet 1971. Des officiers, sous-officiers et un millier de cadets appartenant à la caserne militaire de la ville, commandée par le lieutenant colonel Ababou, s'étaient rendus à Skhirat alors que le roi y fêtait son anniversaire, et avaient tiré sur les invités faisant ainsi de nombreux morts et blessés. Le roi décida par la suite de changer le nom de la ville, il choisit le nom de Ribat El Kheir (endroit du bien) et ordonna de fermer la caserne (elle servit par la suite pour des interrogatoires) ; le mot que l'on n'a pas voulu employer est « punition ». Depuis, la ville a souffert économiquement. Les habitants n'ont jamais accepté le nom de Ribate El Kheir et ont toujours continué à appeler leur ville Ahermoumou. Les principales ressources sont l'agriculture et l'élevage.
La ville d'Ahermoumou est également mentionnée dans le livre La punition de Tahar Ben Jelloun où l'auteur passa de nombreux mois en 1966, arrêté avec 94 autres étudiants pour avoir tenu une manifestation pacifique pour la démocratie. Ben Jelloun fait également mention du lieutenant colonel Ababou qui leur a fait vivre de nombreux sévices dans le cadre de leur « punition ».

### La voie ferrée
Une voie ferrée étroite (écartement 60 cm) y a été construite entre février 1924 et février 1925. Elle s’embranchait sur la voie à écartement normal (1.445 m) Fès / Oujda à Bir Tam Tam (Kilomètre 0 = km 0,0). Cet embranchement secondaire desservait les points suivants : Ghomra (km 11,4), Ain Timxought (km 19,6) dont la façade du bâtiment est toujours dressée, Zaouia Mohammed ben Bougrine (km 30,0) et enfin la gare terminus d’Ahermoumou (km 41,3). D’ailleurs, à cet endroit est actuellement bâti un quartier qui se nomme « La Gare » comme à l'époque où la gare ferroviaire se trouvait encore là.
Ce tronçon de ligne ferrée n'a survécu qu'autant que la mainmise française sur le territoire et la région de Taza a été sécurisée, militairement au début puis administrativement par la suite. En revanche, les morceaux de rails et les restes de wagons ont quant à eux survécu jusqu'aux années 70.
Par ailleurs, cette voie n'a exclusivement été construite que pour constituer une base arrière opérante dans la logistique des rudes opérations militaires de la France entreprises, l’année suivante 1926, pour ladite « réduction de la tache de Taza ».